# Hellig Kvinde

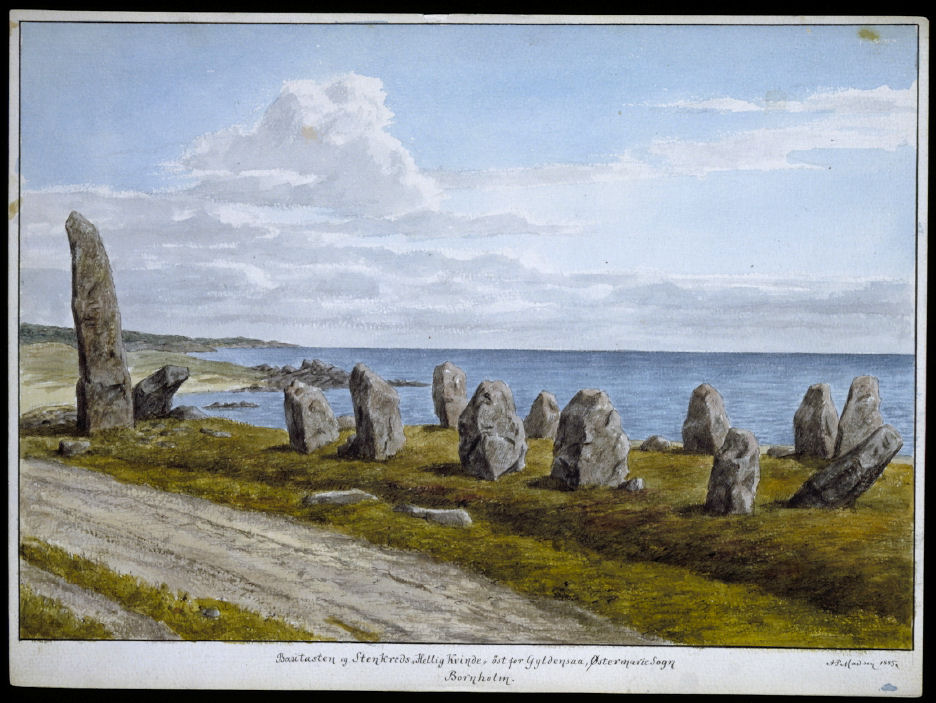
Hellig Kvinde, 1885 geschilderd door A. P. Madsens

De Hellig Kvinde ((nl)  Heilige Vrouw) is een bekende Bautasteen (Menhir) bij Listed op het Deense eiland Bornholm.

## Omschrijving en locatie
Deze voor Bornholm ongewoon hoge Bautasteen staat samen met andere Bautastenen op een overigens kleine Roese (steengraf). Net ten oosten van de Roese bevinden zich 14 kleinere megalieten, die een lang gestrekte ovale Stenen Schip uit de Vikingentijd uit de late ijstijd (rond 500 v. Chr.) uitbeelden. De Bautastenen markeren graven. De stenen scheepsbodems liggen altijd dicht bij de kust, alsof het om een echte vloot gaat. Deze formatie bevindt zich in Listed tussen Svaneke en Gudhjem, vlak bij de kust en de monding van Gyldenså.

## Status
Toen de ”Kgl. Commission til Oldsagers Opbevaring”  in 1807 werd opgericht, begon men zich te interesseren voor de instandhouding van oude monumenten en antiquiteiten. Op 4 november 1870 werd Hellig Kvinde een "geregistreerd archeologische vindplaats". In 1944 werd het gebied tussen Bølshavn en Listed een beschermd gebied en in 1956 werd aan Hellig Kvinde een nieuwe beschermde status gegeven, waarmee het mogelijk was dat het gebied voor het publiek toegankelijk werd.

## Legende
Volgens een legende is de grote Bautasteen op de heuvel een heilige vrouw, terwijl de grote steen naast Hellig Kvinde haar man zou kunnen zijn. De kleine bautastenen zouden haar kinderen zijn. Bij naderend gevaar zouden zij in stenen veranderd zijn. In oude tijden begroetten voorbijgangers de heilige vrouw en haar kinderen.